# Llei de Vierordt
La llei de Vierordt és un principi psicològic establert pel fisiòleg alemany Karl von Vierordt el 1868, que tracta sobre la percepció subjectiva del temps. Segons aquesta llei, les persones tendeixen a subestimar la durada dels intervals temporals llargs i a sobreestimar els curts. Aquest fenomen es produeix perquè el cervell humà ajusta la percepció del temps en funció de la seva experiència i les expectatives. La llei de Vierordt ha tingut un paper significatiu en l'estudi de la psicologia del temps i continua essent rellevant en àmbits com la neurociència, la psicologia cognitiva i el disseny d'experiències temporals, com ara en l'art i la tecnologia interactiva.